# Johann Zehetner
Johann "Hans" Zehetner (4 de setembro de 1912 - 29 de dezembro de 1942) foi um handebolista de campo austríaco, medalhista olímpico.
Fez parte do elenco vice-campeão olímpico de handebol de campo nas Olimpíadas de Berlim de 1936, atuando em duas partidas.